# Sit rogenc

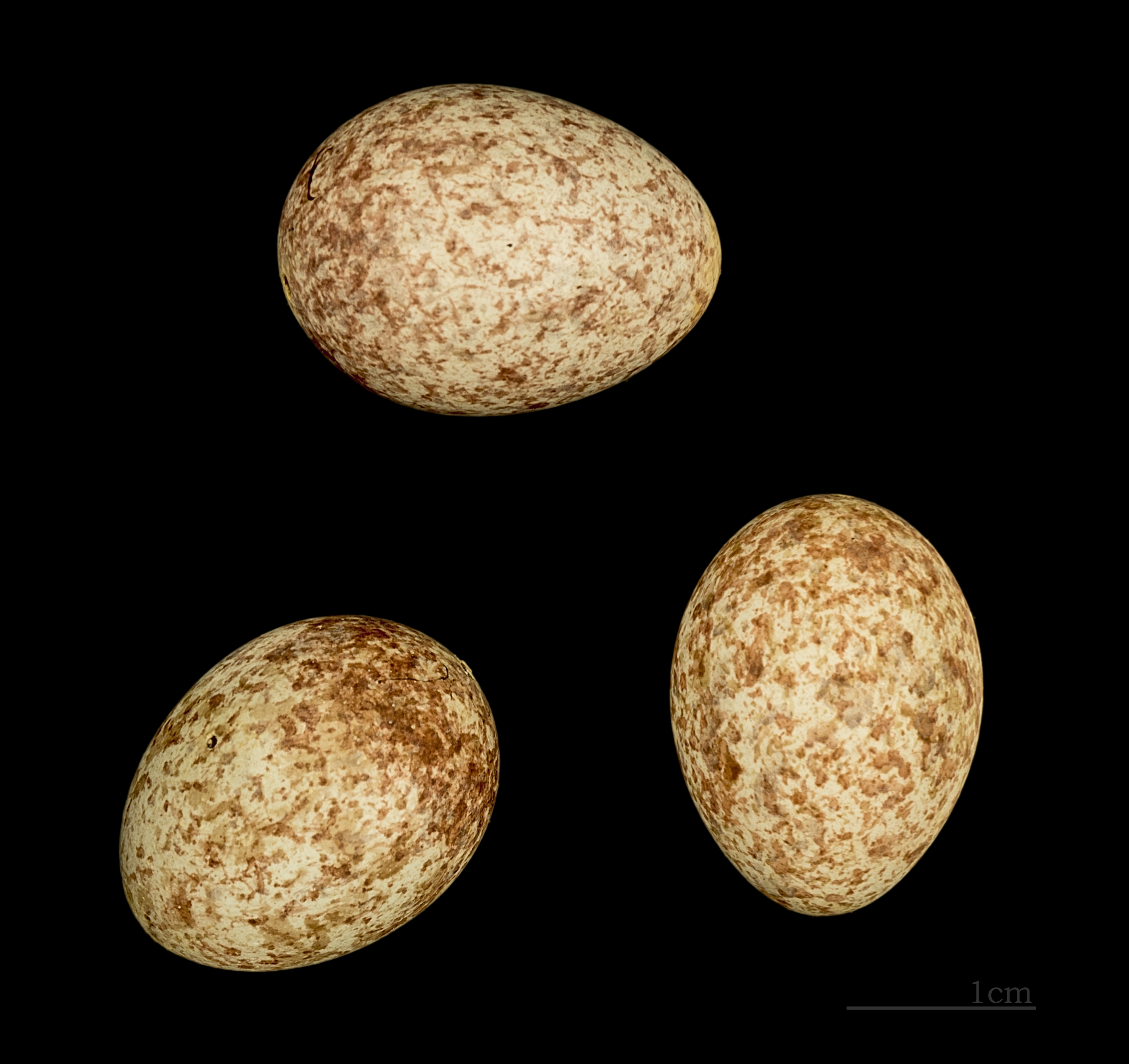
Emberiza rutila

El sit rogenc (Emberiza rutila) és una espècie d'ocell de la família dels emberízids (Emberizidae) que habita zones humides, guarets i zones arbustives del sud-est de Sibèria, nord de Mongòlia i nord-est de la Xina. Passa l'hivern al sud de la Xina i Indoxina.